# Bioremediació

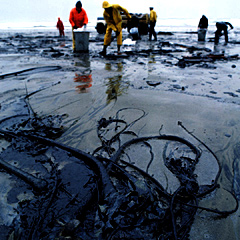
A una platja contaminada de petroli com aquesta s'hi poden aplicar tècniques de bioremediació

La bioremediació és una disciplina científica que es basa en la utilització d'agents biològics en un medi contaminat per a degradar els contaminants d'origen orgànic o extreure'n els d'origen inorgànic. Per aquest procés es fan servir microorganismes, fongs, plantes amb clorofil·la o els seus enzims per a tornar al medi ambient natural alterat pels contaminants la seva condició original. La bioremediació pot ser utilitzada per atacar contaminats específics del sòl com són la degradació hidrocarburs clorurats per bacteris. Un exemple més general és la neteja de restes de petroli afegint-hi un fertilitzant que contingui nitrat i/o sulfat i així facilitar la descomposició del petroli cru per part de bacteris endògens o exògens.
Les tecnologies de bioremediació es poden classificar pel lloc on tenen lloc com in situ o ex situ. In situ és tractar el material en el mateix lloc on s'ha produït la contaminació mentre que ex situ implica emportar-se el material contaminat i tractar de descontaminar-lo a qualsevol lloc. Un cop la contaminació s'ha produït, es poden realitzar tractaments in-situ, en el mateix medi, o ex-situ, en un altre lloc.
Exemples de tecnologies de bioremediació són, entre altres: Atenuació natural, barreres, bioventing, biopiles, biodegradació en reactor, bioestimulació, compostatge, bioaugmentació, fitoremediació, etc.
No tots els contaminants, tanmateix, són fàcilment tractats amb bioremediació amb ús de microorganismes. Per exemple els metalls pesants com el cadmi i el plom no els capturen directament els organismes. En el cas del mercuri dins la cadena alimentària resulta difícil actuar-hi. S'han produït plantes transgèniques amb finalitats de bioremediació, ja que algunes plantes naturals, i les modificades genèticament per a aquest efecte, poden acumular les toxines i aquestes plantes cultivades es recol·lecten quan han absorbit els contaminants a fi i efecte de llevar del sòl els contaminants que les plantes han pogut acumular en els seus teixits. Els metalls pesants recollits en la biomassa vegetal poden ser incinerats o aprofitats per a usos industrials.
Per eliminar un ampli marge de contaminants cal conèixer bé els cicles bioquímics que es donen a la natura com poden ser el cicle del carboni.
No confondre la bioremediació amb la depuració, que realitza una eliminació dels contaminants fent servir mètodes físics, químics i/o biològics, abans que el contaminant arribi al medi ambient.

## Història
L'ésser humà ha utilitzat sistemes de bioremediació durant segles, sense entendre com funciona, però sent plenament conscient que funciona. Existeixen diversos exemples, es coneixen terrenys agrícoles que han sigut dessalinitzats, fent servir plantes amb la capacitat d'extreure la sal del sòl, o les tècniques de compostatge per a transformar residus orgànics en fertilitzant.
El terme bioremediació apareix a principis de la dècada dels 80, sorgeix com una branca de la biotecnologia, amb la intenció de resoldre els problemes de contaminació en el medi mitjançant els microorganismes, plantes, fongs i altres organismes.

## ProcedimentsIn-situ

### Atenuació natural
La bioremediació ocorre de forma natural, sense la intervenció de l'ésser humà, gràcies a la comunitat de microorganismes propis del sòl i el seu metabolisme. Malgrat és un procés natural, per parlar de bioremediació cal que es monitoritze.

### Barreres

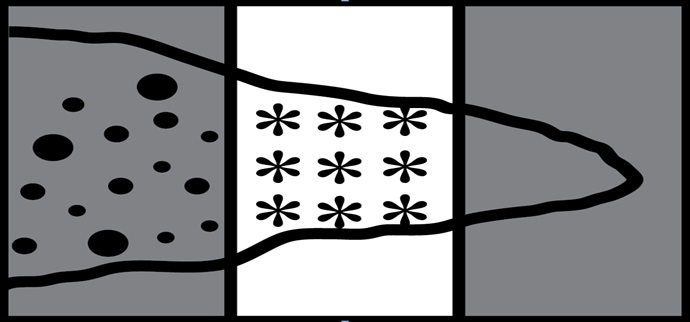
Esquema Barreres

Sovint els contaminats del sòl es desplacen gràcies als fluxos d'aigües subterrànies, si coneixem la direcció d'aquest, podem interposar una “barrera”, d'extracció del contaminant fent servir un sistema biològic i/o d'extracció física per al seu tractament ex-situ o una “barrera” biològica d'organismes capaç de no deixar passar el contaminat, descomponent-lo o absorbint-lo.

### Bioventing

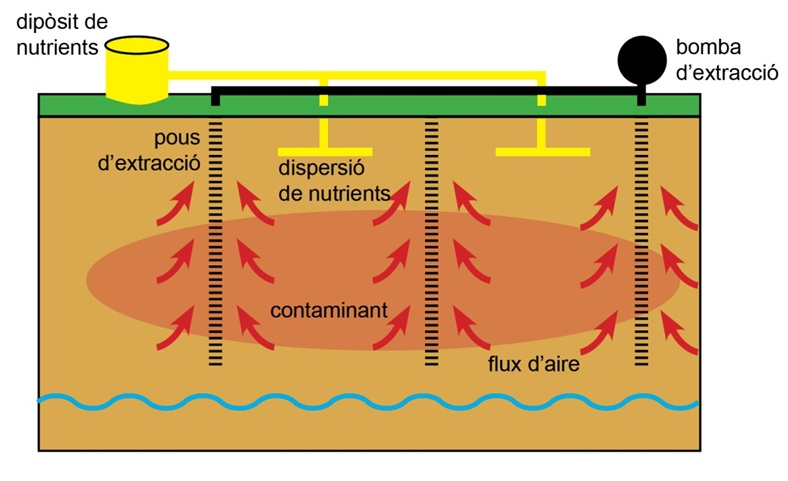
Esquema Bioventing

És una tecnologia de remediació que utilitza microorganismes per biodegradar contaminats en una zona no saturada. Els sòls en la franja capil·lar i la zona saturada no es veuen afectats. L'activitat dels bacteris indígenes es millora mitjançant aire que es fa fluir dins la zona saturada (fent servir pous d'extracció o injecció) però, a vegades, l'aire prova ser insuficicient per a l'assoliment dels objectius. Altres estratègies de bioventing inclouen la injecció d'oxigen pur, peròxid d'hidrogen (H₂O₂) i fangs sòlids de peròxid de magnesi o calci, els quals reaccionen en contacte amb l'aigua i alliberen peròxid d'hidrogeng.
El bioventing és la tècnica preferida per a la bioremediació als processos on l'oxigen és l'acceptor d'electrons de l'oxidació de petroli, fenols, hidrocarbus aromàtics (PAHs) i altres substrats reduïts. L'oxigen sol emprar-s'hi pel seu paper en la producció d'energia i perquè és requerit per molts enzims a l'inici de la degradació del contaminant. Els microorganismes han demostrat ser molt eficaços en la remediació d'hidrocarburs com la gasolina, el combustible d'avions, querosè o els combustibles dièsel, és a dir, derivats volàtils amb baix pes molecular. A mesura que el pes molecular del contaminant incrementa, és més complicat que un procediment com el bioventing hi siga efectiu.
Molts processos de bioremediació involucren un acceptor d'electrons (oxigen) que s'afegeix a un contaminant reduït (hidrocarburs), o bé un donador d'electrons (substrat orgànic) que s'afegeix a un contaminant oxidat (nitrats, perclorats, metalls oxidats, explosius, etc.). En ambdós casos, és molt probable que es necessite un enriquiment de la zona contaminada amb nutrients addicionals, minerals, tampons de pH o, fins i tot, altres microorganismes promotors de l'activitat catalítica.

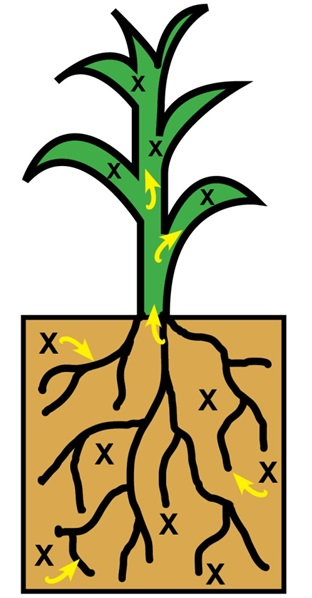
Esquema Fitoremediació

### Fitoremediació
És una tecnologia que utilitza plantes vives per descontaminar el sòl, l'aigua o l'aire. Encara que és una classe de bioremediació molt atractiva en l'àmbit econòmic, no s'ha registrat cap fita important en descontaminació gràcies a la fitoremediació. Tot i això, es veu com una tecnologia atractiva en l'àmbit econòmic que aprofita la capacitat natural de les plantes per acumular i detoxificar compostos. Es basa en plantació d'espècies concretes que posseeixin alguna característica capaç de degradar, inmobilitzar, absorbir, etc. els contaminats presents en el sòl. Aquest sistema té un abast limitat, només es pot utilitzar sobre superfícies contaminades, i no és eficaç a l'hora de previndre els contaminants de lixiviar-se però manté la fertilitat del sòl, impedeix la seua erosió i alguns contaminants d'interés econòmic (metalls) poden ser recuperats.
Existeixen diferents tipus de fitoremediació depenent del destí del contaminant. Si la planta és capaç d'absorbir la substància i mantindre-la a la seua biomassa, es parla de fitoextracció o fitoacumulació. Aquest fenomen és el que aprofiten algunes empreses especialitzades en "fitomineria" per tal d'extraure metalls d'interés econòmic mitjançant processos de fitoremediació. Es sap que hi ha espècies de plantes capaces d'acumular arsènic, cadmi, zinc, crom, mercuri o seleni, i que la seua capacitat fitoextractora pot estimular-s'hi amb quelants, però una mobilització excesiva dels contaminants provoca que es lixivien més enllà del rang d'acció de les plantes. A més a més, els contaminants també afecten l'estat de salut de l'organisme provocant-li malalties o la mort arribada una concentració específica.
Altres classes de fitoremediació son la fitoinmobilització, fitodegradació, fitoestimulació, fitovolatilització, rizofiltració, fitodesalinització o la contenció hidràulica biològica.

## ProcedimentsEx-situ
Aquesta metodologia permet dos tipologies, on site (on s'extreu el material contaminat i es tracta a la mateixa zona) i off site (on el material contaminat s'extreu i es transporta a una altra zona per al seu tractament).

### Biopiles

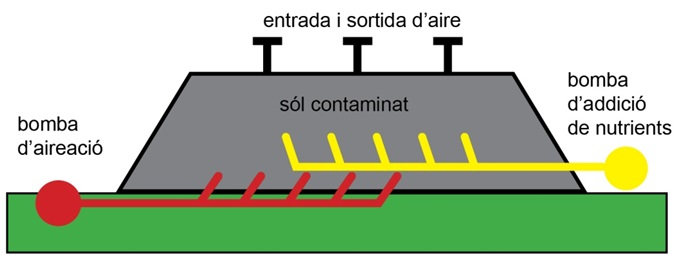
Esquema Biopiles

També conegut com a biocèl·lules, bioheaps i piles de compost, s'utilitza per reduir les concentracions de components de
petroli en sòls excavats. Aquesta tecnologia consisteix a amuntegar sòls contaminats en piles, i estimular l'activitat microbiana aeròbica dins de la
massa de terres mitjançant aireació i/o addició de minerals, nutrients i humitat. Es força l'aire per a través de la canonada ranurada o perforada col·locada
al llarg de la pila.

### Biodegradació en reactor
Són sistemes de descomposició biològica, aplicats a escala industrial. Normalment d'aspecte cilíndric i d'acer inoxidable, el seu interior està dissenyat per facilitar i augmentar l'efecte dels processos químics generats per als microorganismes.

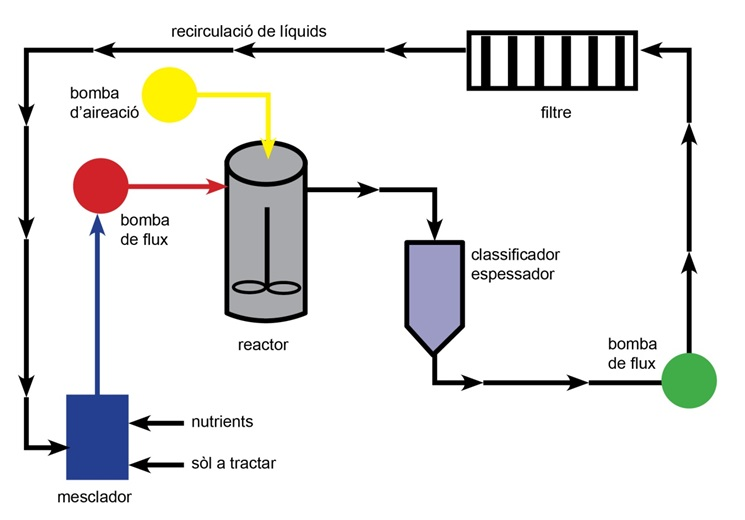
Esquema Biodegradació en reactor

El tractament del sòl es realitza en suspensió aquosa, combinant el sòl amb aigua i altres additius. Els sòlids i els microorganismes es mantenen en suspensió per agitació, i permeten així el contacte microorganisme-contaminant. Aquest tractament s'acostuma a fer en reactors connectats en sèrie, a cadascun dels quals es mantenen unes condicions específiques d'operació. Al final del procés, després d'una etapa d'espessiment, s'aconsegueix separar el sòl tractat de l'aigua i els additius.

#### Ficoremediació
És una tecnologia que empra microalgues vives o mortes per al procés de bioremediació, normalment en un bioreactor, de contaminants a l'aigua. El terme "microalga" en aquest context fa referència a tota classe d'organismes fotosintètics unicel·lulars, incloent-n'hi de diferents filums, com els cianobacteris (un exemple en projectes actuals podria ser la Espirulina) o els cloròfits.
El principal interés en les microalgues rau en la seua capacitat d'aprofitar residus, sovint finals, com a font de nutriens i, alhora, produir metabolits d'interés comercial. Diferents tractaments son capaços de produir diferents subtàncies, pel que és un procés que es pot dissenyar a tots els nivells. Entre els productes que es poden obtindre de les microalgues destaquen el biodièsel, els pigments i el pinso. Per aquesta combinació d'habilitats, son un dels microorganismes amb més interés en l'establiment de biorefineries.
La ficoremediació funciona de tres maneres, principalment: bioadsorpció (el contaminant és atrapat al mur cel·lular), bioaccumulació (el contaminant és atrapat dins la cèl·lula) i biodegradació (el contaminant és descompost). La bioadsorpció es dona gràcies a l'estructura i composició molecular de la superfície cel·lular de les microalgues, és a dir, del seu mur i subtàncies polimèriques extracel·lulars (EPS). L'EPS és un mecanisme adaptatiu en resposta a l'estrés i substàncies tòxiques; n'hi ha de dos tipus: enganxós i soluble. Aquest mecanisme depén directament de les interaccions específiques entre els contaminants i els grups funcionals de la superfície cel·lular; és per això que no cal que les cèl·lules siguen vives per portar a terme la bioremediació. La bioacumulació és un procés metabòlic actiu que es dona quan el contaminant és inmobilitzat intracel·lularment. Per arribar a aquest objectiu, el compost ha de travessar el mur cel·lular pasiva o activament; és per això que es pot considerar la bioadsorpció com el primer pas de la bioacumulació. Cal remarcar que el contaminant no és alterat químicament, pel que es manté a la cadena tròfica i encara és susceptible a la biomagnificació. La biodegradació és un procés més complexe i consisteix en l'alteració química, extra o intracel·lularment, del compost inicial fins unes altres substàncies més simples. A sovint, la biodegradació és l'última fase després que el compost incial haja estat adsorbat i acumulat. La biodegradació de les microalgues pot dividir-se en dos fases enzimàtiques: catàlisi general i conjugació dels metabolits.

## ProcedimentsIn-situ/Ex-situ
Referit a procediments que poden realitzar-se tant in-situ com ex-situ. Tant la Bioestimuació o la Bioaugmentació es poden fer de qualsevols de les maneres esmenades.

### Bioestimuació
Consisteix en l'estimulació dels microorganismes presents mitjançant un substrat i/o nutrients adequats per tal d'incentivar la seva activitat i creixement. D'aquesta manera el contaminat es retira del medi molt més ràpidament.

### Bioaugmentació
En el substrat no existeixen microorganismes capaços de dur a terme la bioremediació, per tal d'iniciar-la s'inocula la zona a tractar amb microorganismes seleccionats amb el potencial adient, tenint en compte el tipus de contaminat, factors geològics i ambientals.